# Santa Vitória do Palmar
Santa Vitória do Palmar este un oraș în Rio Grande do Sul (RS), Brazilia.